# Санто-Томе-дель-Пуерто
Санто-Томе-дель-Пуерто (ісп. Santo Tomé del Puerto) — муніципалітет в Іспанії, у складі автономної спільноти Кастилія-і-Леон, у провінції Сеговія. Населення — 351 особа (2010).
Муніципалітет розташований на відстані близько 85 км на північ від Мадрида, 55 км на північний схід від Сеговії.
На території муніципалітету розташовані такі населені пункти: (дані про населення за 2010 рік)
- Ла-Радес: 28 осіб
- Росуеро: 40 осіб
- Сігеро: 87 осіб
- Сігеруело: 34 особи
- Вільярехо: 162 особи

## Демографія
Динаміка населення (INE ):